# Línea D3 (Montevideo)
La línea D3 fue una línea diferencial de Montevideo, que unía la Ciudad Vieja con la Barra Santa Lucía. La ida era Barra Santa Lucía y la vuelta era Ciudad Vieja.

## Recorridos
| Ida - Colón - Buenos Aires - Liniers - San José - Andes - Mercedes - Avenida Rondeau - Valparaíso - Paraguay - La Paz - Río Negro - Rambla Sudamérica - Rambla Edison - Rambla Baltasar Brum - Accesos Hugo Batalla - Camino Cibils - Mirunga - Martín José Artigas - Avenida Luis Batlle Berres | Vuelta - Avenida Luis Batlle Berres - Camino de Las Tropas - Accesos Hugo Batalla - Rambla Baltasar Brum - Rambla Edison - Rambla Sudamérica - Rambla Franklin D. Rooselvelt - Florida - Avenida Uruguay - 25 de Mayo - Juncal - Cerrito - Colón |

## Barrios
Circulaba por los barrios: Centro, Aguada, Bella Vista, Capurro, La Teja, Cerro, Cerro Norte, Maracaná, Paso de la Arena y Santiago Vázquez.